# Silado
Silado is een bestuurslaag in het regentschap Banyumas van de provincie Midden-Java, Indonesië. Silado telt 2077 inwoners (volkstelling 2010).